# Mesocco
Mesocco (rm. Mesauc, niem. Misox) − miejscowość i gmina w południowo-wschodniej Szwajcarii, w kantonie Gryzonia, w regionie Moesa. Jest najbardziej wysuniętą na północ miejscowością w dolinie Val Mesolcina i rozciąga się do przełęczy Berhnardinpass. Pod względem powierzchni jest największą gminą w regionie.

## Położenie
Mesocco jest usytuowane w dolinie Val Mesolcina, na prawym brzegu rzeki Moesa. Leży ok. 31 km od Bellinzony i ok. 8 km od Chur. Do Mesocco i okolicznych miejscowości dojechać można autostradą A13, korzystając ze zjazdów: 
- Mesocco sud,
- Mesocco nord,
- Pian San Giacomo
- San Bernardino

Najbliższa stacja kolejowa znajduje się w miejscowości Cama w odległości ok. 16 km.

## Demografia
W Mesocco mieszkają 1 323 osoby. W 2020 roku 20,3% populacji gminy stanowiły osoby urodzone poza Szwajcarią.

## Szczyty
W obrębie gminy Mesocco znajdują się niektóre z najwyższych szczytów regionu Moesa, są to: 
- Pizzo Tambo (3 279 m), który znajduje się na granicy z Włochami (Madesimo) i Szwajcarii (Splügenpass)
- Puntone dei Fracion (3 202 m), na granicy z gminą Malvaglia
- Cima Rossa (3 161 m), na granicy z gminą Malvaglia
- Piz di Pian (3 158 m), na granicy z Madesimo
- Zapporthorn (3 152 m).

## Transport
Przez teren gminy przebiegają autostrada A13 oraz droga główna nr 13.

## Linki zewnętrzne

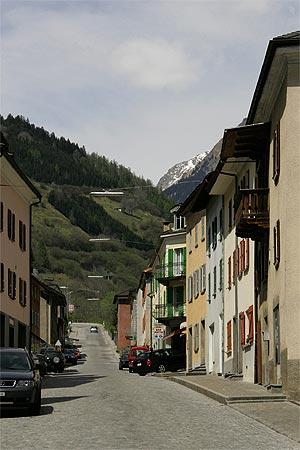
Jedna z ulic w Mesocco